# Коритнице
Коритнице (словен. Koritnice, итал. Coritenza di Bisterza) су насељено место у општини Илирска Бистрица, Приморско-нотрањска регија, Словенија.

## Историја
До територијалне реорганизације у Словенији биле су у саставу старе општине Илирска Бистрица.

## Становништво
У попису становништва из 2011. године, Коритнице су имале 151 становника.
| Број становника према пописима | Број становника према пописима | Број становника према пописима |
| ------------------------------ | ------------------------------ | ------------------------------ |
| 1991                           | 2002                           | 2011                           |
| 209                            | 152                            | 151                            |

Напомена: Године 1989. смањен за део насеља који је са издвојеним делом од насеља Илирска Бистрица спојен у ново самостално насеље Снежник.

## Галерија
- римокатоличка црква "Свети Хиероним"
- панорама